# アレン・ハイティング
アレン・ハイティング（Arend Heyting、1898年5月9日 - 1980年7月9日）は、オランダの数学者、論理学者。1898年にオランダの首都アムステルダムで生まれる。
元々は形式主義者であるダフィット・ヒルベルトの弟子であったが、後にヒルベルトの論敵であるライツェン・エヒベルトゥス・ヤン・ブラウワーの弟子となり、直観論理を研究し、1930年にその論理の最初の形式化された「公理体系」を提唱した。ヒルベルトは生涯、ハイティングが自らの元を去った事を悔やんだと言われている。
1980年にスイスのルガノで亡くなる。